# امیکرون گاوران
امیکرون گاوران یک ستاره است که در صورت فلکی گاوران قرار دارد.